# Etoxilare

Aplicabilitatea etoxilării

În chimia organică, etoxilarea este o reacție chimică în care oxidul de etenă (C2H4O) se adiționează la un substrat. Este cea mai larg practicată reacție de alcoxilare, care implică adiționarea de grupe de tip epoxid la diverse substraturi. Plecând de la alcooli și fenoli, se obțin hidroxietil-eteri.